# چهایلابانیا
چهایلابانیا (به لاتین: Chhailabania) یک منطقهٔ مسکونی در بنگلادش است که در ناحیه برگونه واقع شده‌است.